# Nature Chemical Biology
Nature Chemical Biology – рецензований науковий журнал, виходить раз на місяць, публікується Nature Publishing Group. Перший номер було опубліковано в червні 2005 року. Головний редактор — Рассел Джонсон.

## Обсяг
Nature Chemical Biology має за мету бути форумом для публікації оригінальних досліджень та коментарів в галузі хімічної біології. Тематика публікацій охоплює передові дослідження й ідеї у використанні хімічних методів у біології, що розкривають принципи функціонування живих систем на молекулярному рівні. Автори, що публікуються в журналі, є переважно хімічними біологами, також хіміками, залученими в міждисциплінарні дослідження між хімією і біологією, а також біологами, чиї наукові інтереси полягають у вивченні функціонування живих організмів на молекулярному рівні.
Особлива увага приділяється міждисциплінарним та фундаментальним дослідженням, що поєднують передові хімічні та біологічні методи.
Аудиторією Nature Chemical Biology є вчені-хіміки, а також вчені, що займаються науками про живе. Окрім оригінальних досліджень, журнал також публікує оглядові статті, перспективи, а також листування та коментарі.

## Індексування
Nature Chemical Biology індексується наступними наукометричними базами даних:
- Chemical Abstracts Service — CASSI
- Science Citation Index
- Science Citation Index Expanded
- Current Contents — Life Sciences
- BIOSIS Previews

Відповідно до Journal Citation Reports, журнал мав імпакт-фактор 12.996 у 2014 році, що відповідає 8-му місцю з 289 в категорії журналів «Біохімія та молекулярна біологія» (англ. «Biochemistry and Molecular Biology»)в.